# Градец (Загребская жупания)
Гра́дец (хорв. Gradec) — община в Хорватии, входит в Загребскую жупанию. Община включает 20 населённых пунктов. По данным 2001 года, в ней проживало 3920 человек. Общая площадь общины составляет 88,9 км².